# Тарновецький В'ячеслав Владиславович
В'ячесла́в Владисла́вович Тарнове́цький (1945, Чернівці, УРСР — 2002, Чернівці, Україна) — радянський та український фотограф, за спеціальністю фізик.

## Життєпис
Народився 1945 року Чернівцях, де надалі жив і працював. Отримав диплом фізика-оптика 1971 року.
Викладав на кафедрі фізики Чернівецького університету. Перші фотографії зняв 1960 року. Відтоді вирішив працював тільки на себе, не думаючи про виставки та публікації.
Знімав із дитячих років камерою «Іскра» 6х6. Вів у Чернівцях безплатний дитячий фотогурток. Брав участь у численних фотовиставках. Писали, що його фотографія позбавлена нав'язливої «літератури», вона «чиста» і не має штучності. Це фотографія, яка фіксує співзвучність, що існує в навколишньому світі, де самі знімки формально не схожі, проте в деталях вони об'єднані між собою.
|  | Я дізнався про Тарновецького 1977 року, коли став активним членом фотоклубу "Новатор" і став заходити в "Радянське фото". Там познайомився з Михайлом Леонтьєвим, який був заввідділом художньої фотографії журналу. Розговорилися. Я сказав, що з Чернівців. Він мені: «Там є хлопець такий – надіслав нам фотографії. Ми їх надрукували. А потім — національна бібліотека у Парижі повідомила, що хоче взяти його фотографії до колекції». У «Радянському фото» такі фотографії були не в дусі соцреалізму. Вони написали, що «ні, давайте ми надішлемо вам наших класиків - Бальтерманца, Шайхета". Ті відповіли: «Ні, хочемо Тарновецького. Вони їм і послали. Тоді був 77-й рік, і все це здавалося фантастикою. Працював він серіями. Одні будувалися за хронологічним порядком. Інші — стосувалися якихось предметів… Він робив серії та розкладав їх у різні теки. Там — якісь будинки. Там — труби. Проте це була не література. Він завжди підкреслював це як фотографічну подію. А що таке фотографічна подія за Тарновецьким? Це подія, яка лежить не на поверхні, проте вона важлива для фотографії. Тобто, фотографічна подія визначає стан об'єкта всередині кадру, стан світла, стан композиції. І в цьому — все. Це і є подія, яка важлива для фотографії.» Оригінальний текст (рос.) "Я узнал о Тарновецком в 1977 году, когда стал активным членом фотоклуба «Новатор» и стал захаживать в «Советское фото». Там познакомился с Михаилом Леонтьевым, который был завотделом художественной фотографии журнала. Разговорились. Я сказал, что из Черновиц. Он мне: «Там есть парень такой — прислал нам фотографии. Мы их напечатали. А после — национальная библиотека в Париже сообщила, что хочет взять его фотографии в коллекцию». В «Советском фото» такие фотографии были не в духе соцреализма. Они написали, что «нет, давайте мы пошлем вам наших классиков — Бальтерманца, Шайхета». Те ответили: «Нет, хотим Тарновецкого». Они им его и послали. Тогда был 77-й год, и все это казалось фантастикой. Работал он сериями. Одни строились по хронологическому порядку. Другие - затрагивали какие-то предметы... Он делал серии и раскладывал их в разные папки. Там - какие-то дома. Там - трубы. Однако все это была не литература. Он всегда подчеркивал это как фотографическое событие. А что такое фотографическое событие по Тарновецкому? Это событие, которое лежит не на поверхности, однако оно важно для фотографии. То есть, фотографическое событие определяет состояние объекта внутри кадра, состояние света, состояние композиции. И в этом - все. Это и есть событие, которое важно для фотографии." |

Помер 6 листопада 2002 року в місті Чернівці.

## Публікації в книгах
- D.Mrazkova & V.Remes «Another Russia», Thames&Hudson, London, 1986.
- «Say Cheese!», Soviet Photography 1968—1988 Editions du Comptoir de la Photographie, 1988.
- «Die zeitgenossische Photographie in der Sowjetunion» Edition Stemmle, 1988.
- Валерий Стигнеев и Александр Липков, «Мир фотографии», Москва, «Планета», 1989. ISBN 5-85250-117-4
- «Changing Reality» Starwood Publishing, Inc. 1991.
- Первая международная триеннале фотографии, Эсслинген, Германия.
- «Red Horizon — Contemporary Art and Photography in the USSR and Russia, 1960—2010». The Columbus Museum of Art, USA. 2017

## Персональні виставки
- 2004 — Фотовиставка «Memorabilis» фотографа В'ячеслава Тарновецького, Центр сучасного мистецтва, Київ
- 2007 — «В'ячеслав Тарновецький». Київ
- 2010 — «Світлоносна тінь В'ячеслава Тарновецького». Міський центр культури «Вернісаж». Чернівці[1]
- 2014 — «Десять тек В'ячеслава Тарновецького». Центр фотографії імені братів Люм'єр[ru]. Москва

## Групові виставки
- 1978 — участь у фотографічній експозиції «Четверо» в Шяуляї. Спочатку групу представляли В'ячеслав Тарновецький, Сергій Лопатюк, Борис Савельєв та Олександр Слюсарєв[ru].
- 1980 — виставка фотографій у рамках культурної програми Олімпійських ігор 1980 у Москві
- 1988—1989 — «Say Cheese!». Soviet Photography 1968—1988 Comptoir de la Photographie. Париж, Лондон, США, Москва (Музей кіно[ru])
- 1988 — «Die Zeitgenossische Photographie in der Sowjet Union». Photographie-Museum& Лозанна, Швейцарія
- 1991 — «Changing Reality». Галерея мистецтв Коркоран, Вашингтон
- 1994 — «МИСТЕЦТВО СУЧАСНОЇ ФОТОГРАФІЇ. РОСІЯ. УКРАЇНА. БІЛОРУСЬ», Москва, Центральний будинок художника[ru], 1994
- 1995 — Експозиція «Виставка чотирьох», Чернівці
- 2002 — «Перший відкритий чемпіонат з пляжної фотографії Росії та країн СНД», Ялта-Москва (організувала галерея «Ріджина»[ru]), Манеж[ru], Москва

## Роботи перебувають у зібраннях
- French National Library, Париж, Франція
- Державний музей образотворчих мистецтв імені О. С. Пушкіна, Москва, Росія
- Галерея мистецтв Коркоран, Вашингтон
- Esslingen Museum, Німеччина